# Solariola paganettii
Solariola paganettii (лат.) — вид жуков-долгоносиков рода Solariola из подсемейства Entiminae. 

## Распространение
Встречаются в Италии, Калабрия (Calabria, Reggio Calabria, Aspromonte Mountains), на высоте от 600 до 1600 м.

## Описание
Жуки-долгоносики мелкого размера с узким телом, длина от 2,70 до 2,77 мм, ширина надкрылий 1 мм, длина рострума от 0,35 до 0,40 мм, ширина до 0,30 мм. От близких видов отличается зубчатыми бёдрами, узким телом, вытянутым рострумом, красновато- и желтовато-коричневым оттенком кутикулы. Основная окраска тела коричневая. Усики 11-члениковые булавовидные (булава из трёх сегментов). Глаза редуцированные. Скутеллюм очень мелкий. Коготки лапок одиночные. Встречаются в песчаных почвах. Предположительно ризофаги.

## Таксономия
Впервые был описан в 1905 году под названием Troglorhynchus (Solariella) paganettii Flach, 1905 вместе с описанием подрода Solariella, а его валидный статус был подтверждён в ходе ревизии, проведённой в 2019 году итальянскими энтомологами Чезаре Белло (Cesare Bello, Верона, Италия), Джузеппе Озелла (Giuseppe Osella, Верона) и Козимо Бавьера (Cosimo Baviera, Messina University, Мессина). По признаку менее коренастого тела (соотношение длины и ширины надкрылий EL/EW = около 2,00) и отсутствию на пронотуме специализированных щетинок (echinopappolepida) включают в состав видовой группы Solariola paganettii трибы Peritelini (или Otiorhynchini).